# 江苏电视台城市频道
江苏省广播电视总台城市频道，为江苏省广播电视总台的旗下频道，隶属于江苏省广播电视总台。前身为1993年开播的江苏电视台经济台（二套）。

## 主要节目

### 本频道自制节目
- 零距离（原省城新闻、石城快讯、都市传真、南京零距离）
- 明理说法（原法治集结号）
- 新城市资讯（原绝对现场、天天视频汇、城市资讯台）
- 约见名医
- 食色生香
- 卞说卞聊
- 江南文脉

### 其他频道节目
- 美好时代（江苏卫视节目）
- 女婿上门了（江苏卫视节目）
- 有话非要说（江苏卫视节目）
- 人间真情（江苏卫视节目）

### 已停播
- 阳光资讯快递（原江苏午间新闻、午间特快、新闻表情、江苏午间特快[2]）
- 新闻夜宴（原省城新闻、石城快讯、星网传播、1860新闻眼，2014年更名为通天下并在江苏公共新闻频道直播）
- 早安江苏（原江苏早新闻、新闻早餐、江海晨曲、JSTV早间新闻、新闻早报，曾与江苏公共新闻频道并机直播，2017年改为江苏公共新闻频道独播）
- 法治中国60分（北京电视台科教频道制作）
- 谜案侦探组
- 万家灯火
- 爱拼就会赢
- 周末好运到
- 楼市零距离（前身为第一地产）
- 幸福零距离
- 开窗
- 法治档案
- 德行天下

## 主持人

### 现任
- 大林
- 陆岩
- 钱亚冰
- 聂琪
- 周瑾
- 代晓乐
- 国粹
- 丹妮
- 贝贝
- 张天
- 李政谦
- 小璐
- 卞老鬼
- 庆云

### 曾任
- 孟非，在主持《非诚勿扰》前，曾主持该频道《南京零距离》节目（现《零距离》）。
- 徐卓阳，曾主持《零距离》节目，现为中国中央电视台新闻频道《24小时》主持人。